# 長期照顧保險
長期照顧保險，一般簡稱為長照保險、长护险、长期护理险，是以社會保險的方式為長照服務提供財源，透過保險的大數法則，由全體國民共同分攤長期照顧風險，在民眾失能有長期照顧需要時，使其能獲得基本的保險給付。

## 中華民國

### 沿革
- 西元2008年12月：經建會依行政院指示，會同衛生署及內政部開始進行長照保險規劃。[2]
- 西元2009年7月：衛生署成立「長期照護保險籌備小組」。[2]
- 西元2009年12月：衛生署將《長期照護保險法》草案函報行政院。[2]
- 西元2013年7月：衛生福利部社會保險司接續規劃長照保險制度。[2]
- 西元2014年9月：衛生福利部再次將《長期照顧保險法》草案函報行政院。[2]
- 西元2015年6月4日：行政院院會通過《長期照顧保險法》草案，並送請立法院審議。[3]
- 西元2016年1月7日：因逢立法院屆期不續審，衛生福利部再次將《長期照顧保險法》草案函報行政院。[2]
- 西元2016年1月14日：《長期照顧保險法》草案復經行政院院會通過
- 西元2016年2月1日：行政院將《長期照顧保險法》草案送請立法院審議。[4]
- 西元2016年2月19日：《長期照顧保險法》草案經立法院第9屆第1會期第1次會議通過，送交立法院社會福利及衛生環境委員會審議。
- 西元2016年7月14日：立法院衛環委員會今邀請衛福部（次長呂寶靜負責）就「新政府『長照十年2.0』計畫實質內容」進行專案報告，但內容僅5.5頁，被國民黨召委王育敏痛批衛福部「草率應付」；國民黨立委陳宜民質疑呂寶靜是否是行政院政務委員林萬億分身？任何事情都直接和林萬億溝通討論、直接跳過部長林奏延[5]！

### 長照保險運行機制
自助互助之社會保險
主要以自助互助之社會保險理念，分擔失能家庭之長期照顧負荷及財務風險，促進失能者獨立自主生活。
擴大服務人數，帶動長照服務資源發展
服務對象為全失能人口，依據中華民國衛生福利部的預估，長照保險若於西元2018年開辦,服務使用人數將由現在的17萬人增加為82萬失能者(及其家人)，以及隱形照護人口數的230萬人。
藉由長照保險實施，加速帶動長照服務資源發展，提高可近性，建構高齡化社會長照制度。服務多元性、工作機會可因此增加，並可促進長照相關產業(居住修繕、輔具科技、營養餐飲、資通訊科技等)蓬勃發展；另，長照服務機構在市場競爭機制下，須提供更有效率及品質的服務，方得以吸引更多民眾。
保費約為健保費的四分之一
納保對象為全民，保險費由民眾、雇主及政府三方分擔。以月薪5萬元新台幣的民眾為例，平均每個月保險費需繳納180元左右。若經評估為重度失能者，並使用機構住宿式服務，每月約可獲得約2萬餘元之服務；若失能者係在家接受照顧，其家庭照顧者可獲得喘息服務、照顧訓練服務、照顧諮詢及關懷訪視等支持性服務。
民眾申請長照保險給付的流程 (經長照需要評估後，可取得給付)
長照保險法實施後，不分年齡、身分、性別及經濟所得，保險對象有長照需要時，可由本人或委託代理人提出申請。保險人（草案中規劃為健保署）受理申請後，會派評估員到民眾的住處進行長照需要評估，若評估結果符合保險給付的條件，將與有長照需要的民眾及其家屬或照顧者討論所需要的長照服務，保險人會核定照顧計畫。民眾依照顧計畫，就可以按自己的意願找適合的保險服務機構提供服務，也可以請保險人協助聯絡及安排服務機構提供服務。
實物給付為主，現金給付為輔
長照保險提供長照需要者基本之長照服務，及家庭照顧者支持性服務，長照保險給付是以實物給付為主，失能者經評估有長照需要時，依核定之照顧計畫提供給付，優先提供居家或社區式服務，超過的部分需自行負擔。給付項目包括：
1. 身體照顧服務。
2. 日常生活照顧及家事服務。
3. 安全看視服務。
4. 護理服務。
5. 自我照顧能力或復健訓練服務。
6. 輔具服務。
7. 居家無障礙空間規劃或修繕服務。
8. 交通接送服務。
9. 喘息服務。
10. 照顧訓練服務。
11. 照顧諮詢服務。
12. 關懷訪視服務。
13. 照顧者現金給付。
14. 其他經主管機關公告之服務。

第1項至第5項、第9項之給付項目，可以依個案需要，選擇居家式、社區式或機構住宿式之一種方式或居家式與社區式混合方式提供。照顧者現金給付（第13 項）須搭配第10項至第12項等家屬支持性服務共同使用。
費用控制機制
供給面有支付制度(利用前瞻性支付制度達成費用控管)及審查機制(給付案件審查、檔案分析、實地訪查等)。需求面則有事前評估、限制給付對象、限制保險給付額度、訂定機構住宿式給付條件、僅給付基本需求、不給付膳食、住宿費等。

### 相关讨论

#### 全民納保的討論
強制全民納保的討論
中華民國公共電視臺在2009年的有話好說節目中即曾探討過，為何長照保險要採全民納保：「為何老年長期照護是一種全民保險制度，而不是有所選擇和取捨的社會福利措施？這是政府在卸責的跡象嗎？」。
草案採全民納保之原因
根據衛生福利部長照政策專區之資料，採全民納保主要係因長照保險服務之對象，是以其失能程度及長照需要作為提供服務之依據，任何年齡都可能因失能而需使用長照服務，並非年長者所特定需要（65歲以下失能者占1/3），年輕人一旦失能，其需要長照的時間將更長，更應該參加保險；若非採全民納保，則部分失能的中華民國國民，將無法得到保障，故長期照顧保險法（草案）規劃全民納保，未來實施後，不分年齡、身分、性別及經濟所得，當有長照需要時，經評估符合給付條件者，皆可獲得保險給付。
同時，一個家庭裡若有人失能（或失智）需要照顧，只以個別家庭的力量常常難以因應，甚至連帶成為社會問題，因此，必須結合整體社會的力量，採全民納保，以大數法則分擔風險，繳納保險費的人越多，保險費負擔越低，亦較符合社會公平正義以及世代互助精神，並降低家庭整體照顧負擔及財務壓力，避免保險對象逆選擇（健康者不願加保）及形成弱體保險（只有失能者加保）的缺失。 

#### 雇主負擔長照保險費的討論
草案納入雇主負擔保費之原因
根據衛生福利部於2011年所做的調查結果，推估中華民國台灣地區有13萬人因照顧家人而離職，231萬人因照顧家人而工作受影響(這些人被稱為「隱形照護人口」)。為照顧家人工作常請假、減少或調整工時，有影響個人職涯發展升遷、生活壓力增加的風險與可能性。基於「雇主應本於社會連帶責任及對員工照顧義務」，長照保險草案亦規劃雇主應分擔部分保險費，讓所屬員工無後顧之憂，專心參與服務或生產，以期為雇主創造最大之服務產能及利潤。
大法官會議釋字第578號
大法官會議釋字第578號提到：「勞雇關係中，雇主對勞工負有兩個主要義務，即給付工資及照顧義務。照顧義務是因勞工提供勞務須出自勞工之身體，故雇主為確保勞工能適時提供良好之勞務，對勞工身體之健康及安全，即有照顧義務。雇主對勞工的照顧義務，包括工作場所須設置安全衛生設備，防止對勞工身體健康之危害，以及勞工傷病、殘廢、及老年之照顧。」由雇主負擔其勞工社會保險部分保費，是基於社會連帶關係及對於勞動者所應屬的照顧義務。長照保險之性質為社會保險，除了國家基於社會安全，照顧人民任務而應分擔保險費外，雇主基於對勞工的照顧義務，也應該分擔其一部分之保費。
業界反應與協商過程
在長照保險法草案中，雇主需負擔四成的長照保險費，對此，工業總會曾發表「勿強制雇主負擔勞工長照保險費」聲明，表示「既有『法定勞動成本』的額外支出將近員工薪資的20％...企業雇主的負擔勢必雪上加霜、更加沈重」。
針對業界的反彈，行政院長毛治國於西元2015年6月3日邀集工總、商總等七大工商團體代表，討論長照保險保費分攤問題，原本衛福部版本的草案雇主應負擔六成，在毛治國院長的協商折衷下，該次會議決議將雇主負擔比例由六成降低至四成，政府負擔則由一成提高至三成。；會後七大工商團體發表聯合聲明，表示：「工業總會、商業總會、工商協進會、中小企業總會、工業協進會、電機電子公會暨工業區廠商聯合總會因深受行政院毛院長親自出面溝通誠意感動，勉為同意院長所提出『分擔有一定雇主勞工之四成長期照顧保險費』方案」，並提出但書，如：未來立法院在審查長期照顧保險法草案時，行政院應積極為勞、雇、政負擔長期照顧保險費比例為3:4:3作政策辯護，不宜再提高雇主負擔等。

#### 稅收制與保險制的討論
草案規劃以保險方式開辦長照保險之原因
根據衛生福利部長照政策專區資料，開辦長照保險主因有三：
1. 自助互助：一個家庭若有人失能（或失智）需要照顧，僅由家庭或個人來籌集長照服務所需資金，或交由家人照顧，在邁入少子女化社會之際，對於一般家庭而言是一項頗大的負荷。因此須結合整體社會的力量，以社會保險方式，全民發揮自助及互助的精神，共同分擔長照風險，以獲得長照的保障，減輕失能者及其家庭的財務負擔。
2. 財務穩定：採社會保險制，其保險費隨薪資或所得成長而自動成長，財務充足性高，且為專款專用之財源，穩定性亦較高，因此，衛生福利部規劃以收取保險費作為長照保險的主要財源，部分負擔為協力財源，較能建立財務穩健之長照制度。
3. 足夠規模：若採稅收制，因財源穩定性及充足性會受到稅收的影響，預算編列亦須與其他政事競爭資源，因此，照顧的對象及範圍受到很大的侷限，受惠人數多半集中在中低收入民眾，以現有公務預算顯然難以支撐龐大的長照經費，長照服務無法普及。

各界針對長照財源之討論
2016中華民國總統大選候選人蔡英文認為應推動新「建構長期照顧體系十年計畫」（簡稱長照十年2.0版），長期照顧服務不應採保險制度，應採稅收制，以指定稅收300億元、政府公務預算30億元為主要財源。若採預估規模為1100億的長照保險，由於長期照顧經費需求是隨人口老化而逐年增加，並非年年相同，且剛開始並無一千億的需求，可能致使一半的金額亦用不完，且將增加薪資階級的負擔。
針對稅收制與保險制的比較，衛生福利部以新聞稿表示：長照保險1100億的保險費係由保險人每月定期向被保險人、雇主及政府三方收取保險費用，能確保財源的穩定；若單以稅收作為長照服務的長期財源，因稅收極易受景氣及民眾節稅的影響(如西元2008年發生金融海嘯，致2009及2010年之國稅分別降至1.23兆元及1.29兆元，與2008年比較，降幅達15%及12%)，將可能財源不穩定，較難達成預期的目標。
有關此爭議的專家討論與投書也相當激烈，沈政男醫師指出稅收制的財源不足，並表示在長照保險的制度中，各縣市會設立長照需求評估委員會，給予申請長照的老人家一個長照額度，比如每個月兩萬元，用的額度受限下，不會發生蔡英文團隊所指「浪費資源」之情況。陳亮恭醫師則指出三百億規模與公務體系的長照難以期待，並認為若對長照保險的公平正義有所質疑可透過費率設計方式的調整達成。健康遠見雜誌則於西元2015年11月20日出刊的雜誌中專訪衛生福利部次長李玉春、台大社工系林萬億教授，將保險、稅收兩制度做對照。

#### 社會大眾看法(民意調查結果)
衛生福利部2016年「長照保險電話民調」結果(有效樣本1239人)
1. 民眾對於政府規劃長照保險制度的看法：2016年民調結果有86%贊成政府規劃長照保險，歷年調查結果均有7成以上民眾贊成。
2. 各年齡層民眾對於政府規劃長照保險制度的看法：2016年民調結果各年齡層贊成比率大約為8成以上，歷年調查結果各年齡層民眾均有7成以上贊成。
3. 民眾對於政府開辦長照保險時程的看法：2016年民調結果約有8成民眾贊成4年內開辦長照保險，4成民眾認為愈快愈好。歷年調查結果約有7成民眾認為應於4年內開辦長照保險，其中多數意見認為開辦時程愈快愈好。
4. 民眾對於政府開辦長照保險時程的看法：2016年民調結果有84%民眾願意付的長照保險保費是健保費的1/5。歷年調查結果約有7成的民眾願意付的長照保險保費是健保費的1/5。

聯合報民調(有效樣本1019人)
1. 顯示有六成六民眾贊成比照健保，採保險制因應長照財源；五成一贊成蔡英文政策，透過調高遺產稅等指定稅收支付財源。
2. 即便是泛綠支持者，支持採保險制推動長照的比率（六成八）也高於稅收制（五成五）。

健康遠見「國人長照認知大調查」結果(有效樣本806人)
1. 五成五的人支持長照保險制；三成二支持預算制。

#### 全民納保的討論
強制全民納保的討論
中華民國公共電視臺在2009年的有話好說節目中即曾探討過，為何長照保險要採全民納保：「為何老年長期照護是一種全民保險制度，而不是有所選擇和取捨的社會福利措施？這是政府在卸責的跡象嗎？」。
草案採全民納保之原因
根據衛生福利部長照政策專區之資料，採全民納保主要係因長照保險服務之對象，是以其失能程度及長照需要作為提供服務之依據，任何年齡都可能因失能而需使用長照服務，並非年長者所特定需要（65歲以下失能者占1/3），年輕人一旦失能，其需要長照的時間將更長，更應該參加保險；若非採全民納保，則部分失能的中華民國國民，將無法得到保障，故長期照顧保險法（草案）規劃全民納保，未來實施後，不分年齡、身分、性別及經濟所得，當有長照需要時，經評估符合給付條件者，皆可獲得保險給付。
同時，一個家庭裡若有人失能（或失智）需要照顧，只以個別家庭的力量常常難以因應，甚至連帶成為社會問題，因此，必須結合整體社會的力量，採全民納保，以大數法則分擔風險，繳納保險費的人越多，保險費負擔越低，亦較符合社會公平正義以及世代互助精神，並降低家庭整體照顧負擔及財務壓力，避免保險對象逆選擇（健康者不願加保）及形成弱體保險（只有失能者加保）的缺失。 

#### 雇主負擔長照保險費的討論
草案納入雇主負擔保費之原因
根據衛生福利部於2011年所做的調查結果，推估中華民國台灣地區有13萬人因照顧家人而離職，231萬人因照顧家人而工作受影響(這些人被稱為「隱形照護人口」)。為照顧家人工作常請假、減少或調整工時，有影響個人職涯發展升遷、生活壓力增加的風險與可能性。基於「雇主應本於社會連帶責任及對員工照顧義務」，長照保險草案亦規劃雇主應分擔部分保險費，讓所屬員工無後顧之憂，專心參與服務或生產，以期為雇主創造最大之服務產能及利潤。
大法官會議釋字第578號
大法官會議釋字第578號提到：「勞雇關係中，雇主對勞工負有兩個主要義務，即給付工資及照顧義務。照顧義務是因勞工提供勞務須出自勞工之身體，故雇主為確保勞工能適時提供良好之勞務，對勞工身體之健康及安全，即有照顧義務。雇主對勞工的照顧義務，包括工作場所須設置安全衛生設備，防止對勞工身體健康之危害，以及勞工傷病、殘廢、及老年之照顧。」由雇主負擔其勞工社會保險部分保費，是基於社會連帶關係及對於勞動者所應屬的照顧義務。長照保險之性質為社會保險，除了國家基於社會安全，照顧人民任務而應分擔保險費外，雇主基於對勞工的照顧義務，也應該分擔其一部分之保費。
業界反應與協商過程
在長照保險法草案中，雇主需負擔四成的長照保險費，對此，工業總會曾發表「勿強制雇主負擔勞工長照保險費」聲明，表示「既有『法定勞動成本』的額外支出將近員工薪資的20％...企業雇主的負擔勢必雪上加霜、更加沈重」。
針對業界的反彈，行政院長毛治國於西元2015年6月3日邀集工總、商總等七大工商團體代表，討論長照保險保費分攤問題，原本衛福部版本的草案雇主應負擔六成，在毛治國院長的協商折衷下，該次會議決議將雇主負擔比例由六成降低至四成，政府負擔則由一成提高至三成。；會後七大工商團體發表聯合聲明，表示：「工業總會、商業總會、工商協進會、中小企業總會、工業協進會、電機電子公會暨工業區廠商聯合總會因深受行政院毛院長親自出面溝通誠意感動，勉為同意院長所提出『分擔有一定雇主勞工之四成長期照顧保險費』方案」，並提出但書，如：未來立法院在審查長期照顧保險法草案時，行政院應積極為勞、雇、政負擔長期照顧保險費比例為3:4:3作政策辯護，不宜再提高雇主負擔等。

#### 稅收制與保險制的討論
草案規劃以保險方式開辦長照保險之原因
根據衛生福利部長照政策專區資料，開辦長照保險主因有三：
1. 自助互助：一個家庭若有人失能（或失智）需要照顧，僅由家庭或個人來籌集長照服務所需資金，或交由家人照顧，在邁入少子女化社會之際，對於一般家庭而言是一項頗大的負荷。因此須結合整體社會的力量，以社會保險方式，全民發揮自助及互助的精神，共同分擔長照風險，以獲得長照的保障，減輕失能者及其家庭的財務負擔。
2. 財務穩定：採社會保險制，其保險費隨薪資或所得成長而自動成長，財務充足性高，且為專款專用之財源，穩定性亦較高，因此，衛生福利部規劃以收取保險費作為長照保險的主要財源，部分負擔為協力財源，較能建立財務穩健之長照制度。
3. 足夠規模：若採稅收制，因財源穩定性及充足性會受到稅收的影響，預算編列亦須與其他政事競爭資源，因此，照顧的對象及範圍受到很大的侷限，受惠人數多半集中在中低收入民眾，以現有公務預算顯然難以支撐龐大的長照經費，長照服務無法普及。

各界針對長照財源之討論
2016中華民國總統大選候選人蔡英文認為應推動新「建構長期照顧體系十年計畫」（簡稱長照十年2.0版），長期照顧服務不應採保險制度，應採稅收制，以指定稅收300億元、政府公務預算30億元為主要財源。若採預估規模為1100億的長照保險，由於長期照顧經費需求是隨人口老化而逐年增加，並非年年相同，且剛開始並無一千億的需求，可能致使一半的金額亦用不完，且將增加薪資階級的負擔。
針對稅收制與保險制的比較，衛生福利部以新聞稿表示：長照保險1100億的保險費係由保險人每月定期向被保險人、雇主及政府三方收取保險費用，能確保財源的穩定；若單以稅收作為長照服務的長期財源，因稅收極易受景氣及民眾節稅的影響(如西元2008年發生金融海嘯，致2009及2010年之國稅分別降至1.23兆元及1.29兆元，與2008年比較，降幅達15%及12%)，將可能財源不穩定，較難達成預期的目標。
有關此爭議的專家討論與投書也相當激烈，沈政男醫師指出稅收制的財源不足，並表示在長照保險的制度中，各縣市會設立長照需求評估委員會，給予申請長照的老人家一個長照額度，比如每個月兩萬元，用的額度受限下，不會發生蔡英文團隊所指「浪費資源」之情況。陳亮恭醫師則指出三百億規模與公務體系的長照難以期待，並認為若對長照保險的公平正義有所質疑可透過費率設計方式的調整達成。健康遠見雜誌則於西元2015年11月20日出刊的雜誌中專訪衛生福利部次長李玉春、台大社工系林萬億教授，將保險、稅收兩制度做對照。

#### 社會大眾看法(民意調查結果)
衛生福利部2016年「長照保險電話民調」結果(有效樣本1239人)
1. 民眾對於政府規劃長照保險制度的看法：2016年民調結果有86%贊成政府規劃長照保險，歷年調查結果均有7成以上民眾贊成。
2. 各年齡層民眾對於政府規劃長照保險制度的看法：2016年民調結果各年齡層贊成比率大約為8成以上，歷年調查結果各年齡層民眾均有7成以上贊成。
3. 民眾對於政府開辦長照保險時程的看法：2016年民調結果約有8成民眾贊成4年內開辦長照保險，4成民眾認為愈快愈好。歷年調查結果約有7成民眾認為應於4年內開辦長照保險，其中多數意見認為開辦時程愈快愈好。
4. 民眾對於政府開辦長照保險時程的看法：2016年民調結果有84%民眾願意付的長照保險保費是健保費的1/5。歷年調查結果約有7成的民眾願意付的長照保險保費是健保費的1/5。

聯合報民調(有效樣本1019人)
1. 顯示有六成六民眾贊成比照健保，採保險制因應長照財源；五成一贊成蔡英文政策，透過調高遺產稅等指定稅收支付財源。
2. 即便是泛綠支持者，支持採保險制推動長照的比率（六成八）也高於稅收制（五成五）。

健康遠見「國人長照認知大調查」結果(有效樣本806人)
1. 五成五的人支持長照保險制；三成二支持預算制。

## 中华人民共和国

### 简介
从制度定义上看，长期护理保险制度通常是指以社会互助共济的方式进行资金筹集，对评估认定符合失能标准的参保人员，为其基本生活照料和与其密切相关的医疗护理服务或资金保障的社会保险制度。
从社会保障性质上看，长护险被称为社保“第六险”，即在养老保险、医疗保险、失业保险、工伤保险、生育保险之外推出的保险。
从经办模式上看，长护险通常由各级社保经办机构负责，由受其委托经办长期护理保险的商业保险机构经办，再有商业保险机构以协议方式分别委托专业评估机构进行失能等级的评估和护理服务机构实施具体护理业务。

### 历史
2005年，国泰人寿推出“康宁长期护理健康保险”，拉开了中国大陆商业性长期护理保险产品的序幕，其后，2006年中国人保健康公司推出“全无忧长期护理个人健康保险”。
2012年7月1日，山东省青岛市出台《关于建立长期医疗护理保险制度的意见(试行)》，通过社保筹资的方式在中国大陆率先建立长期医疗护理保险制度。
2016年6月，中华人民共和国人力资源社会保障部办公厅出台《关于开展长期护理保险制度试点的指导意见》，将上海、苏州等15个城市作为首批长护险试点。
2020年9月，国家医保局、财政部联合出台《关于扩大长期护理保险制度试点的指导意见》，新增天津等14个城市作为长期护理保险制度试点城市，彼时，试点城市达到49个。
2021年7月，为落实上年9月发布的《指导意见》，国家医保局办公室、民政部办公厅印发《长期护理失能等级评估标准（试行）》的通知。

### 试点城市
| 所属省份         | 2016年6月成为试点 | | 2020年9月成为试点      |
| ---------------- | ----------------- | --- | ---------------------- |
| 河北省           | 承德市            | |                        |
| 吉林省           | 长春市            | 吉林市、通化市、 松原市、梅河口市、珲春市                                                                                 |                        |
| 黑龙江省         | 齐齐哈尔市        | |                        |
| 上海市           | 上海市            | |                        |
| 江苏省           | 南通市、苏州市    | |                        |
| 浙江省           | 宁波市            | |                        |
| 安徽省           | 安庆市            | |                        |
| 江西省           | 上饶市            | |                        |
| 山东省           | 青岛市            | 济南市、淄博市、枣庄市、东营市、 烟台市、潍坊市、济宁市、泰安市、 威海市、日照市、临沂市、德州市、 聊城市、滨州市、菏泽市 |                        |
| 湖北省           | 荆门市            | |                        |
| 广东省           | 广州市            | |                        |
| 重庆市           | 重庆市            | |                        |
| 四川省           | 成都市            | |                        |
| 新疆维吾尔自治区 | 石河子市          | | 乌鲁木齐市             |
| 北京市           |                   | | 石景山区               |
| 天津市           |                   | | 天津市                 |
| 山西省           |                   | | 晋城市                 |
| 内蒙古自治区     |                   | | 呼和浩特市             |
| 辽宁省           |                   | | 盘锦市                 |
| 福建省           |                   | | 福州市                 |
| 河南省           |                   | | 开封市                 |
| 湖南省           |                   | | 湘潭市                 |
| 广西壮族自治区   |                   | | 南宁市                 |
| 贵州省           |                   | | 黔西南布依族苗族自治州 |
| 云南省           |                   | | 昆明市                 |
| 陕西省           |                   | | 汉中市                 |
| 甘肃省           |                   | | 甘南藏族自治州         |

## 其他國家
荷蘭、德國、日本與韓國等國家，在面臨人口老化、醫療支出龐大、長照需要愈來愈高的挑戰下，係以社會保險，採風險分擔的方式，透過推動長照保險制度來辦理長照，減輕社會及家庭之經濟壓力與照顧負荷。
| 項目                          | 荷蘭                                   | 德國                                       | 日本                                                                | 韓國                                |
| ----------------------------- | -------------------------------------- | ------------------------------------------ | ------------------------------------------------------------------- | ----------------------------------- |
| 完成立法時間                  | 1967年12月                             | 1994年5月                                  | 1997年12月                                                          | 2007年4月                           |
| 開辦時間                      | 1968年1月                              | 1995年4月：居家照護；1996年7月：機構式照護 | 2000年4月                                                           | 2008年7月                           |
| 法律基礎                      | 特殊醫療費用支出法；長期照護法         | 社會法法典-第11篇：長期照護保險法          | 介護保險法                                                          | 老人長期療養保險法                  |
| 立法通過當年老年人口比率      | 9.7%                                   | 15.2%                                      | 15.7%                                                               | 9.9%                                |
| 實施當年老年人口比率          | 9.8%                                   | 15.4%                                      | 17.4%                                                               | 10.3%                               |
| 主管機關                      | 健康福利暨體育部                       | 聯邦健康部                                 | 厚生勞働省                                                          | 衛生福祉部                          |
| 保險對象                      | 全民                                   | 全民                                       | 第1號被保險人：65歲以上。第2號被保險人：40-64歲，且加入醫療保險者。 | 全民                                |
| 2013年長照費用規模(占GDP比率) | 4.3%                                   | 1.0%                                       | 2.1%                                                                | 0.7%                                |
| 財源                          | 稅(24％)、保險費(66％)、部分負擔(10％) | 保險費(100％)                              | 稅(45%)、保險費(45%)、部分負擔(10%)                                 | 稅(37%)、保險費(52%)、部分負擔(11%) |
| 給付方式                      | 實物給付或現金給付擇一                 | 實物與現金混合制                           | 以實物給付為主及少量現金補助                                        | 實物與現金混合制                    |

## 國際趨勢
Reablement生活復健的精神
長照保險給付項目中的「自我照顧能力或復健訓練服務」屬於Reablement (生活復健)，所謂生活復健，主要是藉由專業服務介入，使個體能有效處理那些對他們而言重要的活動，而不是被動的做為被照顧者，亦是使個體更能應對他們的日常生活，增進個案日常活動的獨立性，減少以居家為基礎的照護需求和延緩以機構為基礎的照護需求，有別於現行之居家復健服務。
Reablement強調目標是由個案所設定，所有專業擁有共同的目標，在職能治療師、物理治療師或護理師監督下，由照顧服務員或其他照顧者來執行。Reablement不只關注於室內活動和身體功能活動(Physical Activities of Daily living , PADLs)，戶外活動方面如社交活動、體能活動、休閒活動、工具性日常生活活動(Instrumental Activities of Daily Living , IADLs)等也一樣重要。
失能人口上升帶動服務需求的不斷增加，長照的經費相對提升，財務壓力日益加重，因此許多歐洲國家對於高齡者的政策，除了提供社會補助及醫療服務外，亦加入了自我照顧的精神，透過訓練使高齡者能有效執行或參與日常生活活動，而非被動成為被照顧者，以增進日常生活獨立功能，減少照顧需求，例如丹麥的「幫助自助者」(help-to-self-help)方案等；故長照保險草案亦借鏡此一國際發展趨勢，在長期照顧各項服務納入此一服務精神。(而非一昧依賴照顧，提升高齡者的自我照顧能力，也減低照顧人力負荷，並提高長照人力成就感，造成三贏的局面)。